# ハートフォード (オートバイ)
ハートフォード（Hartford）は、台湾の哈特佛工業股份有限公司が製造するオートバイ、スクーターのブランドである。

## 概要
1995年に協鴻工業を親会社として台中市南屯区の工業区と精密機械園区に設立。2009年、工業区に新工場を落成。

## 商品

### オートバイ
- MINI HD-125K
- MINI HD-150K
- Leopard HD-125S
- Leopard HD-150S
- Leopard HD-200S
- MYDREAM HD-125
- WOLF HD-150D
- SIRIUS HD-150
- CHEETAH HD-150F

### スポーツ
- DIABLO 650 Fi
- DIABLO 650 SW
- Night Hawk 320

### オフロード
- VR-125H
- VR-150H
- VR-200H
- VR-125Z
- VR-200X

### スクーター
- NEKO 100
- MAGIC 125
- MAGIC 150
- BUMBLE BEE 125
- BUMBLE BEE 150
- PET 125
- PET 150
- MACT 150
- MACT 150Fi
- SNIPER 150